# Kutb al-Din Mubariz II
Kutb al-Din Mubariz II fou emir fadlawàyhida fill i successor de Muzaffar al-Din Muhammad ibn al-Mubariz el 1260. Es va sotmetre als mongols i va governar al Luristan.
Fou assassinat el 5 de novembre de 1261 i el va succeir Nizam al-Din Hasanwayh II, de filiació incerta, però probablement un germà o un oncle en preferència a un fill.